# Población Los Maitenes
Población Los Maitenes es un barrio de la comuna de Pedro Aguirre Cerda, en la zona sur de Santiago de Chile.
El área está dividida en trece sectores residenciales, cuales geográficamente están encajonados, independientes uno del otro, comunicados por la calle Vecinal y Avenida Club Hípico, sin embargo corresponden a la misma unidad vecinal, avalada por el municipio local.

## Historia

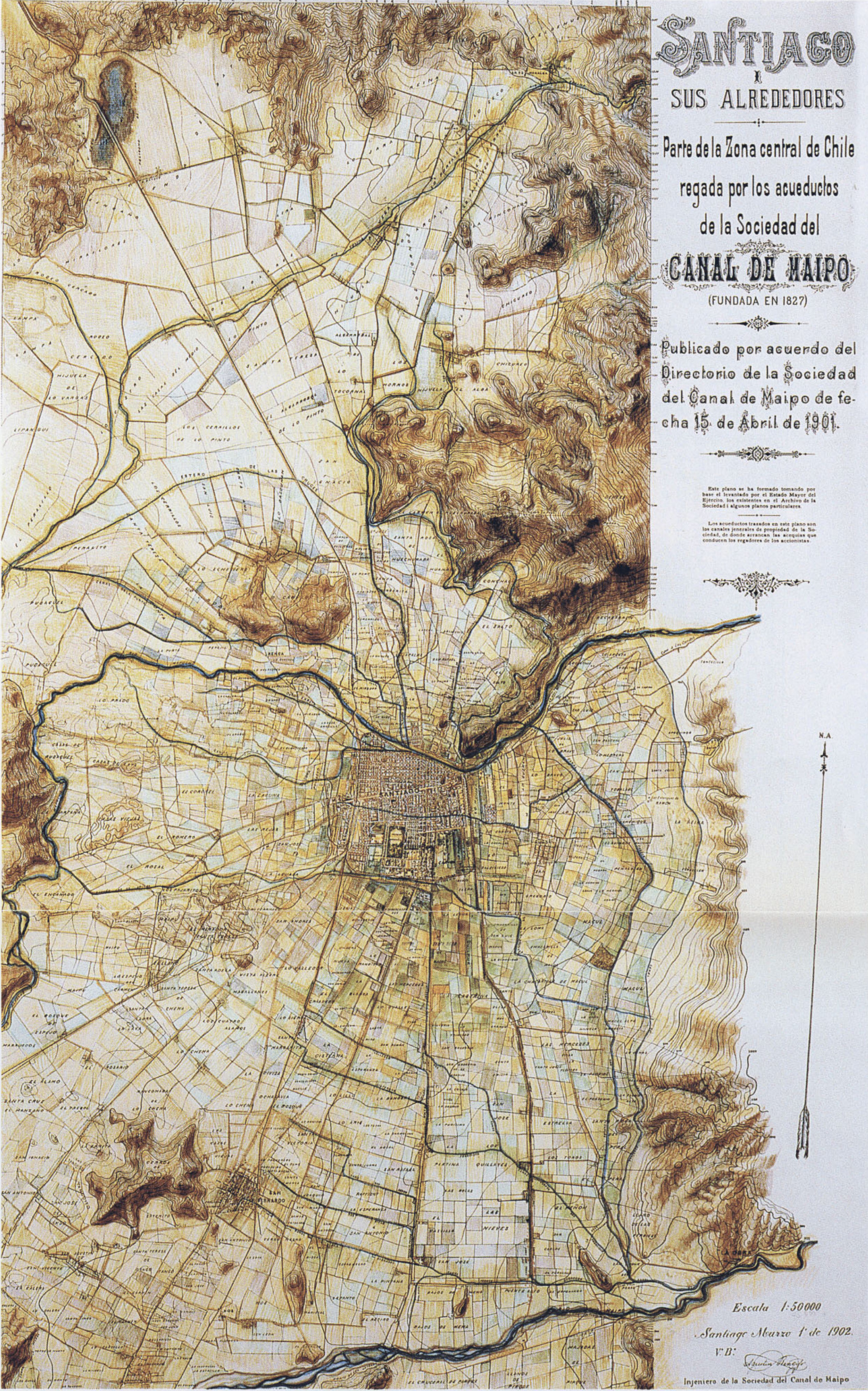
Mapa de Santiago de Chile en 1902, el lugar que hoy ocupa Los Maitenes, corresponde a la antigua Chacra Ochagavía y su enajenación al sur, denominada Chacra Nueva.

Los antecedentes de la población Los Maitenes, se remontan a los vestigios dejados por la Chacra Ochagavía, donde el sector de Las Lilas era ocupado por una caballeriza. Desde este lugar, hacia el oriente, se trazaba el antiguo Camino Divisorio de los Departamentos, actual Avenida Departamental.
El sector que corresponde al sector Tricolor, tiene antecedentes de habitantes desde 1968 aproximadamente. El dueño de las tierras comprendidas en lo que hoy es calle Carelmapu, José Joaquín Prieto, Vecinal y Pasaje Siete, arrendó sus tierras a 101 familias, con el compromiso de que estas serían compradas por los nuevos habitantes. Sin embargo, la transferencia no pudo ser efectiva, dado que el plan comunal de San Miguel de la época, consideraba estas tierras como área verde, por lo tanto, pertenecientes al municipio local. Dado que no todas las familias tenían sus deudas de arriendo pagadas al día, el supuesto dueño acusó de ocupación del terreno de manera ilegal, pero la justicia desvirtuó el caso.
El día 12 de noviembre de 1968, el diputado Orlando Millas y el alcalde Mario Palestro, presentan una moción en el Palacio del ex Congreso Nacional de Chile, un proyecto de ley para expropiar los terrenos mencionados anteriormente y consigo, construir casas con el aporte de la Corporación de Servicios Habitacionales. Dicha propuesta, fue debatida y considerada admisible en 1970 por el Senado y la Cámara de Diputados, siendo publicada en el Diario Oficial el día 6 de octubre de 1970.
El sector llamado Aquilina Rojas, en honor a la madre del alcalde Mario Palestro, también fue un sector creado durante la década de 1960, sin embargo, tras el Golpe de Estado en Chile de 1973, el nombre fue cambiado a 11 de septiembre.
En 1971, fueron construidas las casas del sector Las Lilas, y para 1981 es creado el Colegio Divina Gabriela, a un costado del sector mencionado.
Ya para 1983 son construidas las viviendas del sector Tricolor; ese mismo año, en el mismo sector, en contexto de la Dictadura militar, es asesinado Jorge Arellano Muñoz. En 1987, son construidas las casas del sector Pedro Opazo.
Meses después del Terremoto de Chile de 2010, es inaugurado el Portal Ochagavía. El año 2013, el sector denominado 11 de septiembre, retoma su nombre original, Aquilina Rojas.

## Política

### Límites
Limita al norte con las villas Unión y Esfuerzo y Acevedo Hernández, a través de la Avenida Departamental, al sur con la Población Dávila a través de la calle Carelmapu, al oriente con el Barrio Atacama, Población San Miguel y Villa Molineros y Panificadores de la comuna de San Miguel, a través de la Autopista Central y al poniente con la villas Sur y Nueva Esperanza, por la avenida Clotario Blest.
El área se subidivide en zonas que antiguamente fueron loteos de la antigua Chacra Ochagavía, correspondientes a:
- Sector 2 de marzo
- Sector Alcibiades
- Sector Aquilina Rojas
- Sector Cardenal Raúl Silva Henríquez o San Francisco
- Sector Caussade
- Sector La Providencia
- Sector Las Lilas
- Sector Los Ancianos
- Sector Los Maitenes o Pedro Opazo
- Sector Mellaviek
- Sector Ñandú
- Sector Ochagavía D-6
- Sector Santa Isabel
- Sector S.E.A.M.
- Sector Tricolor
- Sector Villa La Feria